# 평양 국제영화축전

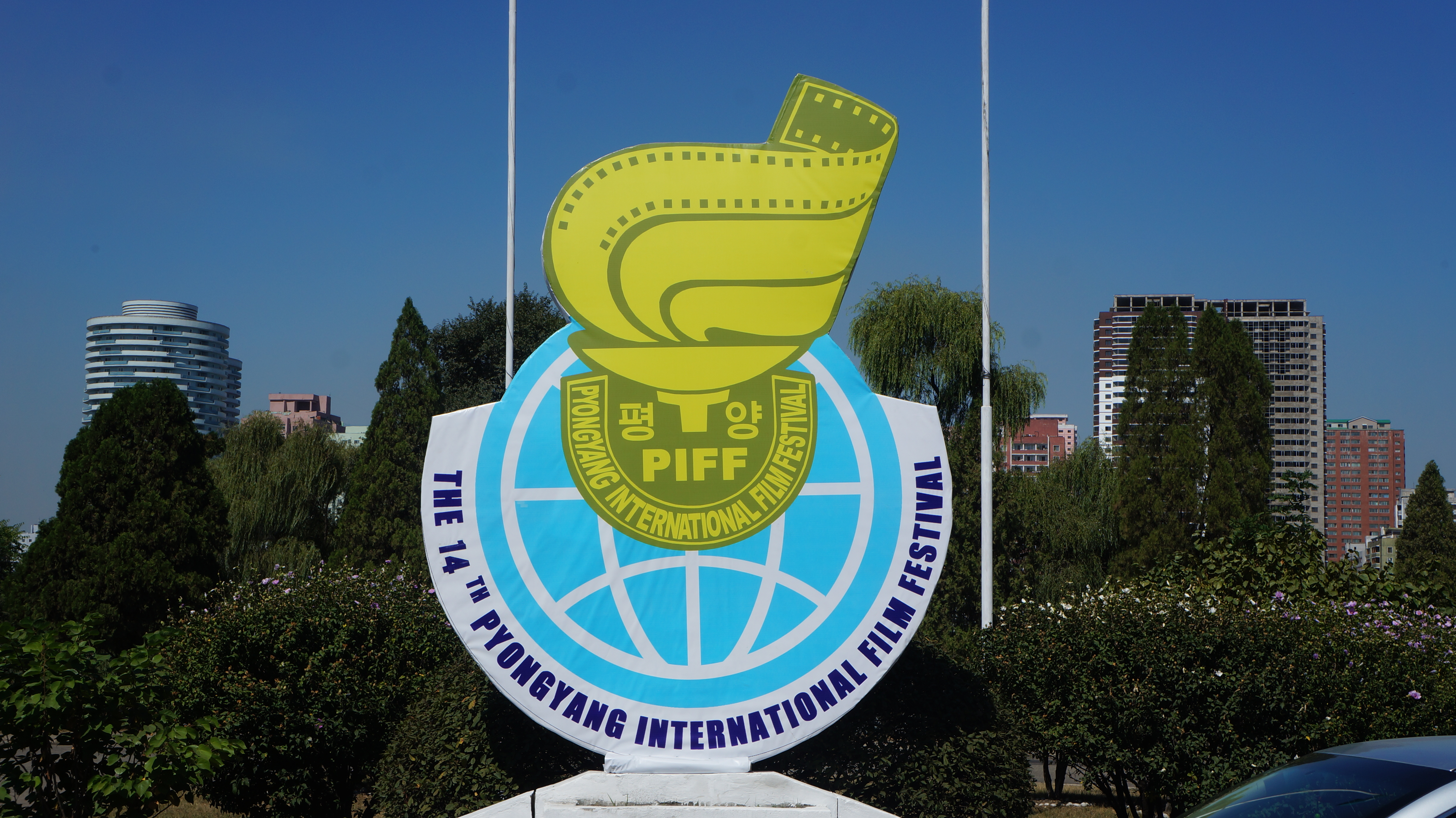
2014년 9월 제14차 평양 국제영화축전 대회의 공식 로고

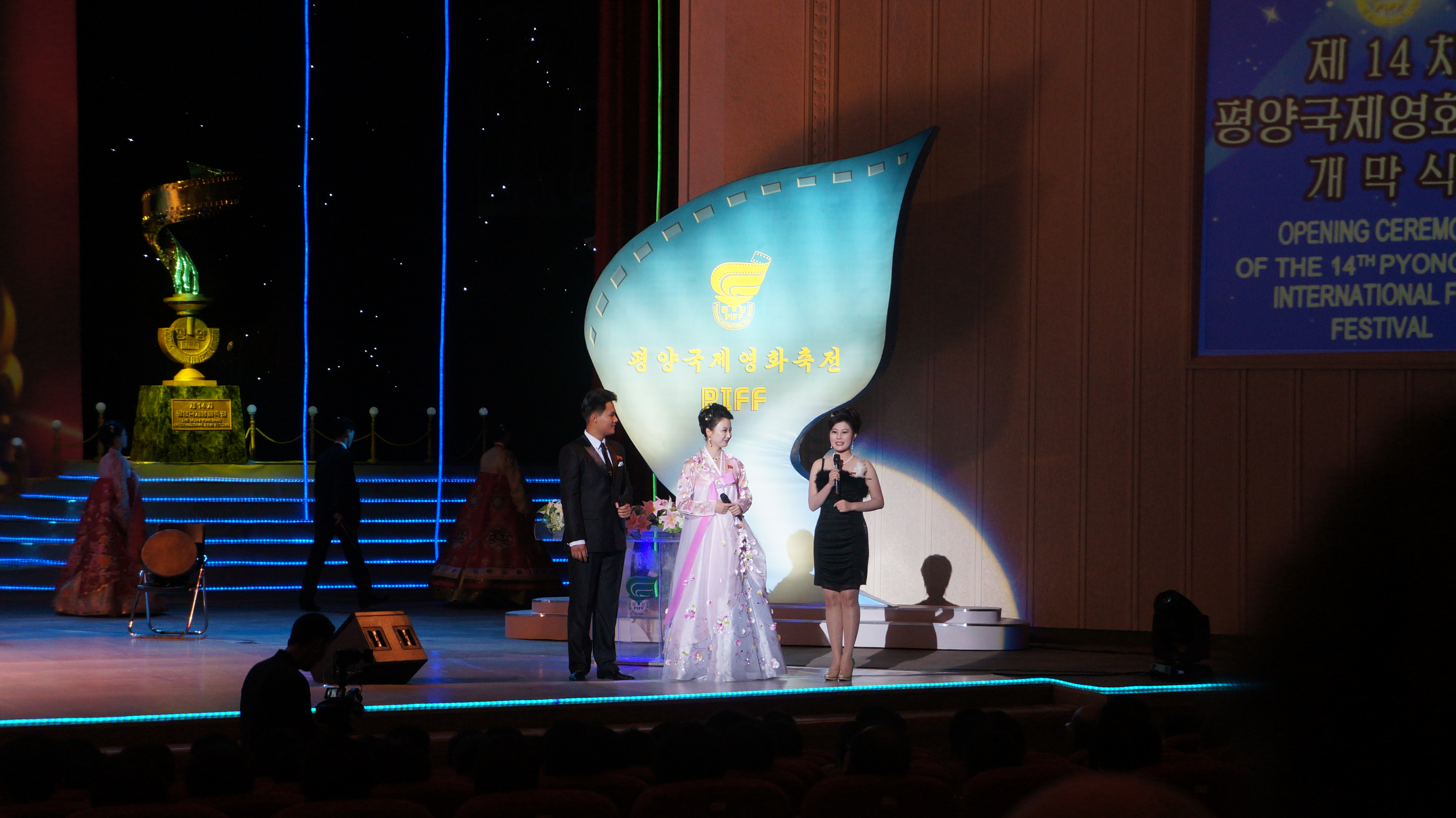
2014년 9월 제14차 평양 국제영화축전 대회의 개막식 장면

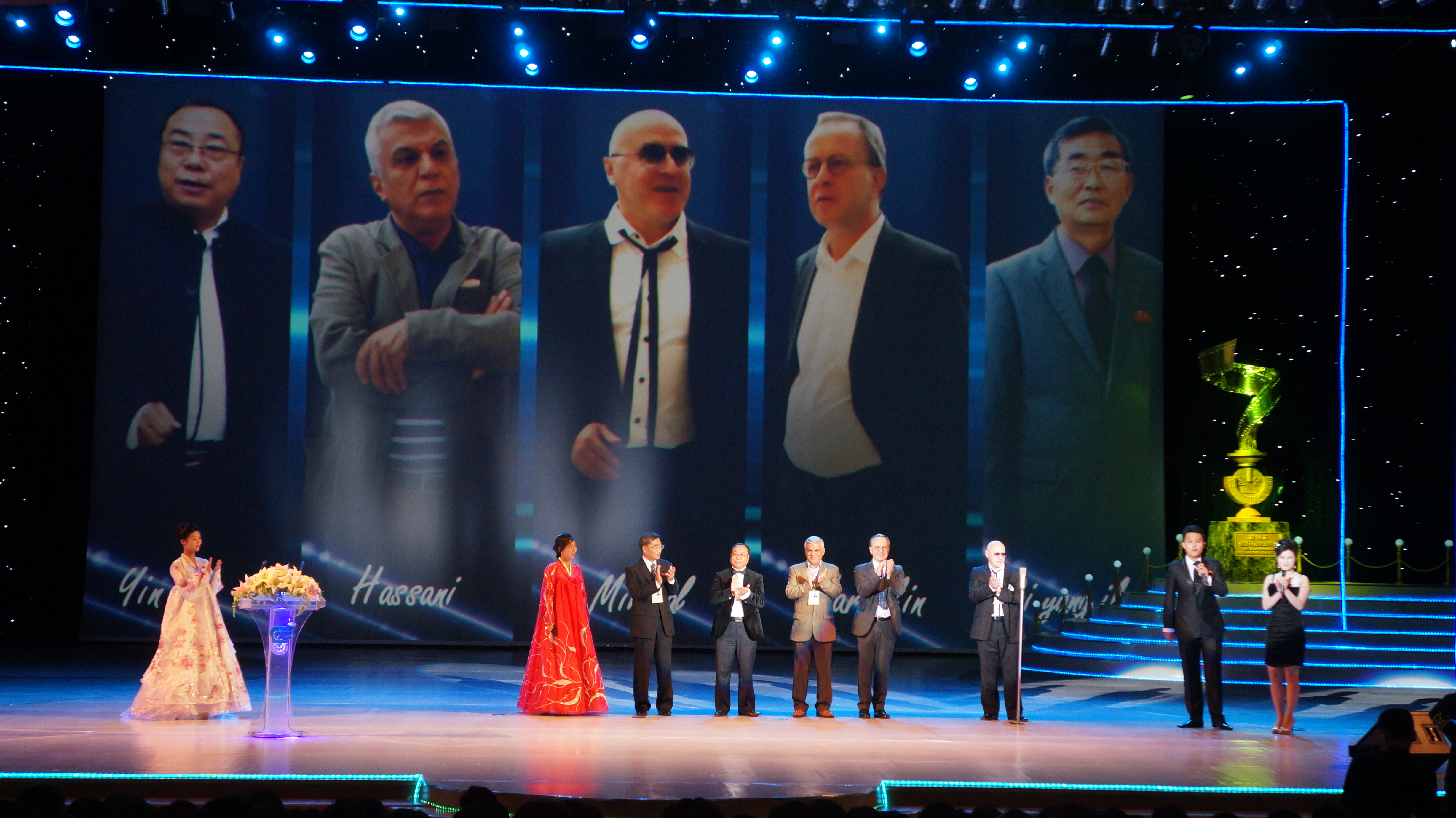
2014년 9월 제14차 평양 국제영화축전 무대

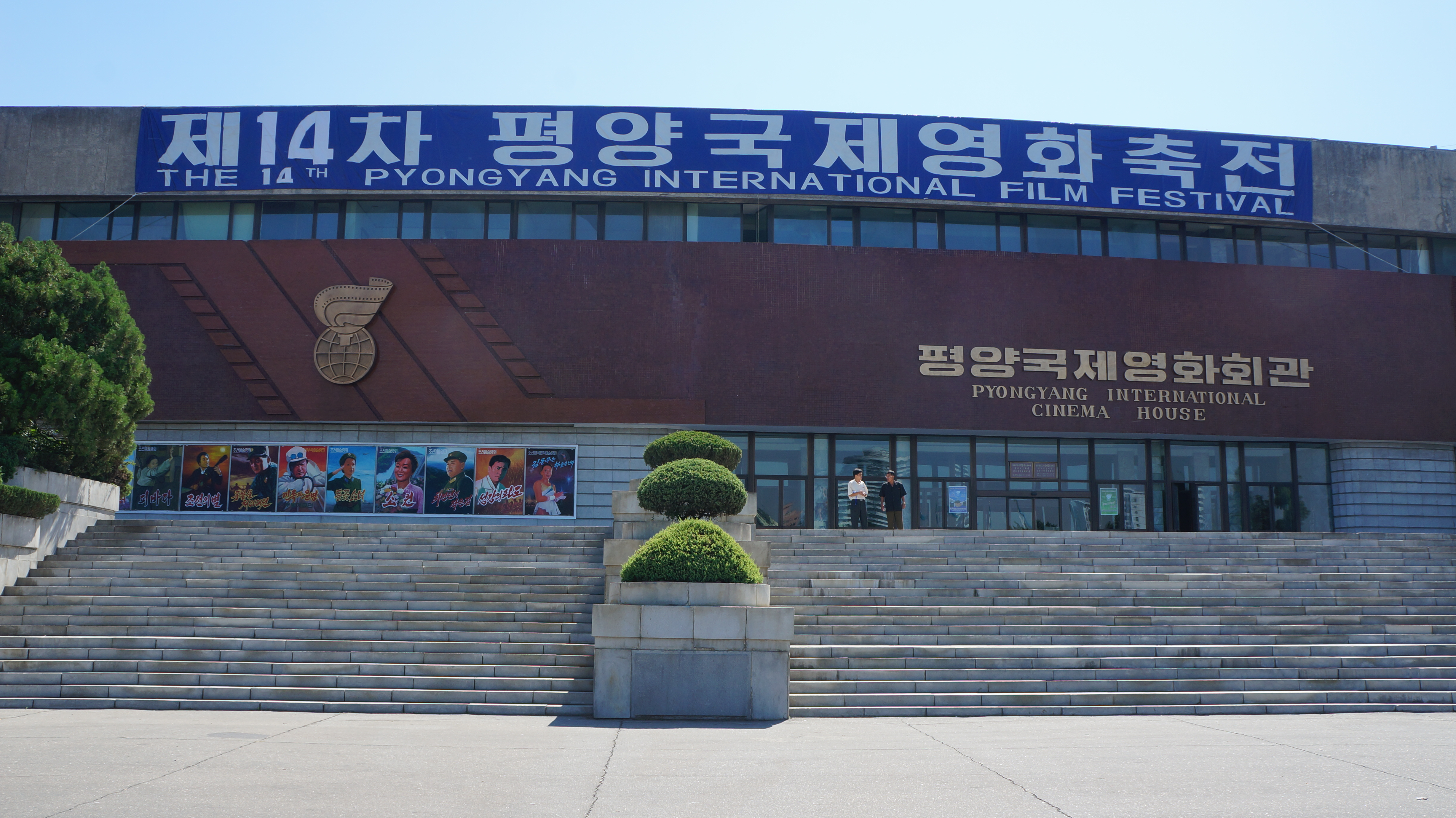
평양 국제영화회관

평양 국제영화축전(平壤 國際映畵祝典, 영어: Pyongyang International Film Festival; PIFF)은 조선민주주의인민공화국의 평양에서 개최되는 국제 영화제이다. 평양 국제영화축전은 조선민주주의인민공화국에서 개최되는 유일한 국제 영화제이다.
평양 국제영화축전은 1987년 9월 1일 쁠럭불가담 및 기타 발전도상나라들의 평양영화축전이라는 이름으로 처음 시작되었으며 이후 2016년 9월 13일 개막된 제10차 축전에서 평양 국제영화축전으로 이름을 바꾸어 현재까지 이르고 있다. 자주(Independence), 평화(Peace), 친선(Friendship)의 이념을 추구하고 있어 주로 비동맹 운동 국가와 제3세계 국가의 영화들이 초대된다. 격년으로 개최하는 것을 원칙으로 하고 있다. 통상 9월에 개최된다. 그리스, 독일, 러시아, 미얀마, 베네수엘라, 시리아, 영국, 인도, 일본, 중국, 프랑스, 튀니지 등의 세계 각국의 영화사에서 상영작을 출품하고 유네스코, 세계보건기구, 유엔 아동 기금과 같은 국제기구에서도 출품을 한다.
2010년에 개최되었던 제12차 평양 국제영화축전에 중국, 러시아, 독일, 프랑스, 그리스, 미얀마, 인도, 시리아, 일본 등의 나라에서 참가하였다. 제12차 평양 국제영화축전에서 심사결과 최우수 영화상은 교육의 중요성을 강조한 중국 출품작인 《걸어서 학교로 가다》 (Walking To School)에 수여되었다.

## 대회 개최장소
대회 개막식 장소는 주로 평양국제영화회관에서 개최된다. 초기에는 인민문화궁전에서 개최되었다. 영화 상영은 개막식이 거행되는 영화관과 평양국제영화회관, 인민문화궁전, 대동문영화관 등 평양시 일대의 여러 상영관에서 상영된다.

## 영화제 운영
평양 국제영화축전은 영화 상영과 영화 시장으로 구분되어 있다. 영화 상영은 경쟁 부문과 비경쟁 부문(특별 상영·통보 상영)으로 나뉘고, 경쟁 부문은 축전이 열리기 2년 이내에 만들어진 극장용 영화와 기록·단편·만화 영화 등 텔레비전용 작품이다.
수상은 예술영화, 단편영화 및 기록영화, 만화영화의 세 부문으로 나누어, 작품상으로는 횃불금상, 횃불은상, 횃불동상을, 개별상으로 영화문학상, 연출상, 연기상, 촬영상, 특별상(국제심사위원회 특별상, 축전조직위원회 특별상) 그리고 조선평화옹호전국위원회상, 조선민주여성동맹상, 조선기자동맹상, 조선아세아아프리카단결위원회상, 조선자연보호연맹중앙위원회상, 조선태권도연맹상 등을 준다.

## 같이 보기
- 평양국제영화회관